# Josep Maria Pàmies Juncosa

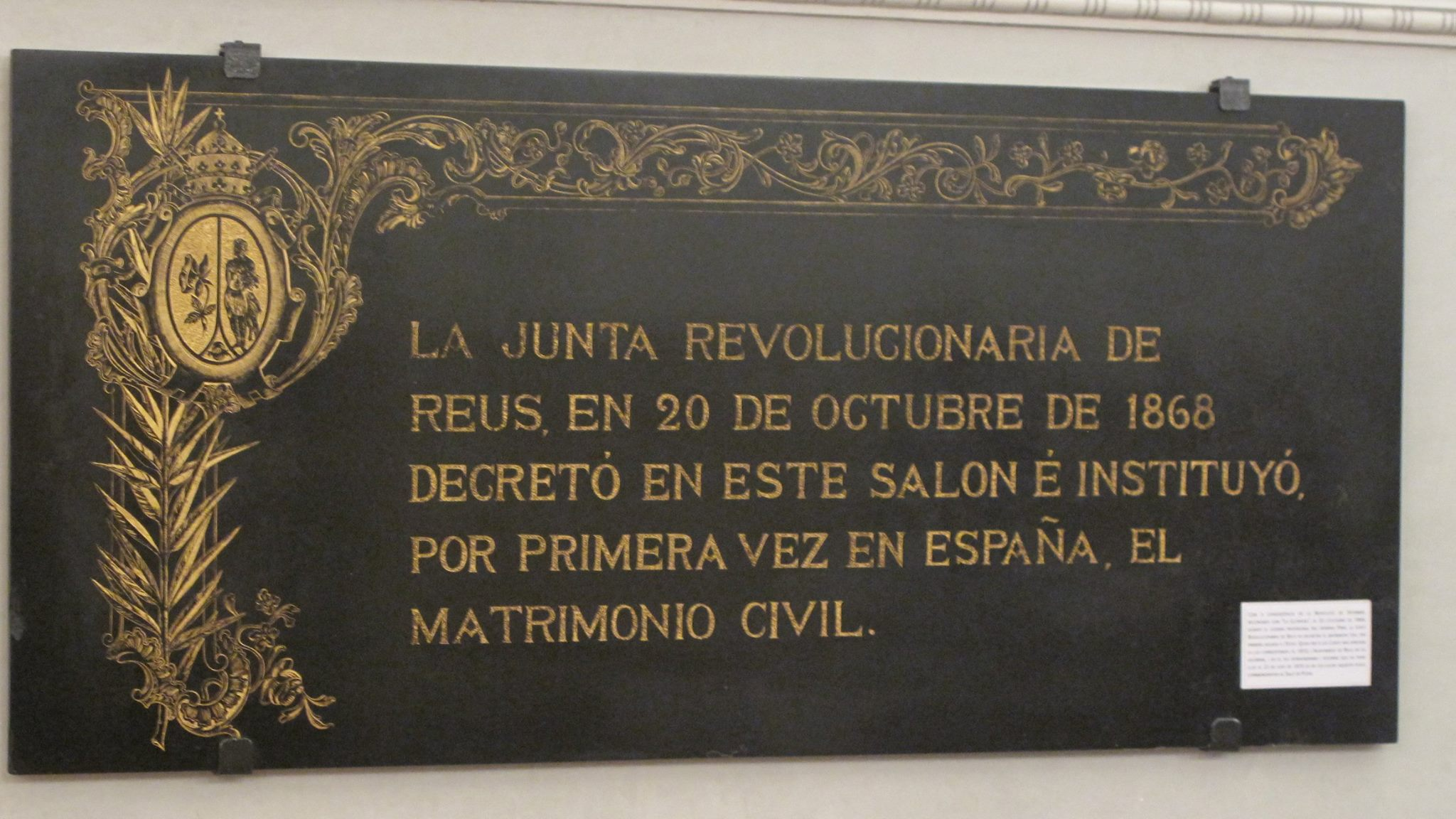
Placa commemorativa del primer Matrimoni Civil celebrat a Reus

Josep Maria Pàmies Juncosa (Reus, 6 de maig de 1813 - 11 de desembre de 1881) va ser un polític català i alcalde de Reus en diverses ocasions. Era germà de Gaietà Pàmies Juncosa.
Fill d'una família de comerciants, es dedicà des de la seva joventut a la política. Proper a les idees liberals, va ser membre de la Milícia Nacional durant la guerra dels set anys, i entrà al batalló de Reus com a sergent i en acabar tenia el grau de comandant. Va participar en totes les operacions de la milícia, i com a ajudant del batalló expedicionari prengué part el 1838 en el combat de Morell i Vilallonga a la Primera guerra carlina, on van morir molts reusencs. El 1854, quan era alcalde de Reus, es pronuncià amb Francesc Subirà, que havia estat alcalde abans que ell, a favor de la Vicalvarada, a la plaça del Quarter en nom de la Unió Liberal. Quan va conèixer el fracàs del seu partit arribà a un acord amb el seu oponent polític, Joan Martell, que va ser nomenat alcalde sense combat. El 1863 va ocupar novament l'alcaldia per dimissió del seu antecessor Gregorio de Mijares, i una altra vegada el 1865. L'historiador reusenc Andreu de Bofarull diu que des de l'inici de la Guerra Civil dels Estats Units es va notar a Reus la crisi del cotó amb totes les conseqüències, i que els treballadors del tèxtil estaven "sumidos en la miseria". L'alcalde, el 1865, va obrir subscripcions d'ajuda i hi van col·laborar molts pobles de la comarca. El mes de març d'aquell any es va establir a Reus una societat anomenada "Tertúlia Progressista" i es va crear un comitè democràtic al mes d'octubre. Al final d'aquest mandat, el 1866, en un ple municipal va felicitar al mariner reusenc Pere Martí Anguera que estava embarcat a la fragata Blanca i que havia tingut una magnífica actuació a la batalla del Callao, a la guerra hispanosudamericana. Amb les seves gestions, va aconseguir la llibertat d'uns guerrillers reusencs antiborbònics empresonats pel govern. El 1868, després dels fets revolucionaris, formà part per aclamació de la Junta Revolucionària provisional, de la qual fou vicepresident, càrrec en el qual seguí al proclamar-se la Junta Revolucionària Definitiva. Al convertir-se la Junta Definitiva en ajuntament, va ser elegit alcalde, i defensà la dissolució de les juntes, que coexistien amb els ajuntaments, seguint les directrius del seu partit que recolzava les opinions de Prim. Com a alcalde, autoritzà el 31 de desembre de 1868 el primer matrimoni civil que se celebrà a l'estat espanyol. El 1869, amb motiu del pronunciament federal per part de l'alcalde Antoni Soler, i de la destitució pel governador de l'antic consistori, va ser nomenat alcalde una altra vegada, càrrec que mantingué fins a les eleccions de 1870. Tot i la seva edat avançada, va participar amb el grau de comandant a la Tercera Guerra Carlina, encapçalant el primer batalló de cossos francs que es dedicaren a perseguir els carlins pel Camp de Tarragona. Va ser guardonat amb la Creu del Mèrit Militar amb distintiu vermell. Amb posterioritat va ser elegit diputat provincial i tornà a l'ajuntament de Reus com a regidor.
Participà en l'organització de la línia de ferrocarril de Reus a Lleida, i el 1866 donà nou impuls a la línia del Carrilet de Reus a Salou. El 1862 va formar part de la comissió impulsora del Banc de Reus i el 1863 va ser membre de la primera junta del Banc. Participà activament a la Societat El Círcol, de la qual va ser president, i va ser un dels impulsors de la construcció del Teatre Fortuny. Al morir era president de la Societat El Olimpo.